# سیارک ۳۸۷۷
سیارک ۳۸۷۷ (به انگلیسی: 3877 Braes، نامگذاری:3108P-L) سه هزار و هشتصد و هفتاد و هفتمین سیارک کشف شده‌است که در ۲۴ سپتامبر ۱۹۶۰ کشف شد.
قدر مطلق سیارک برابر ۱۲٫۱۰ است.